# Hans Bilger

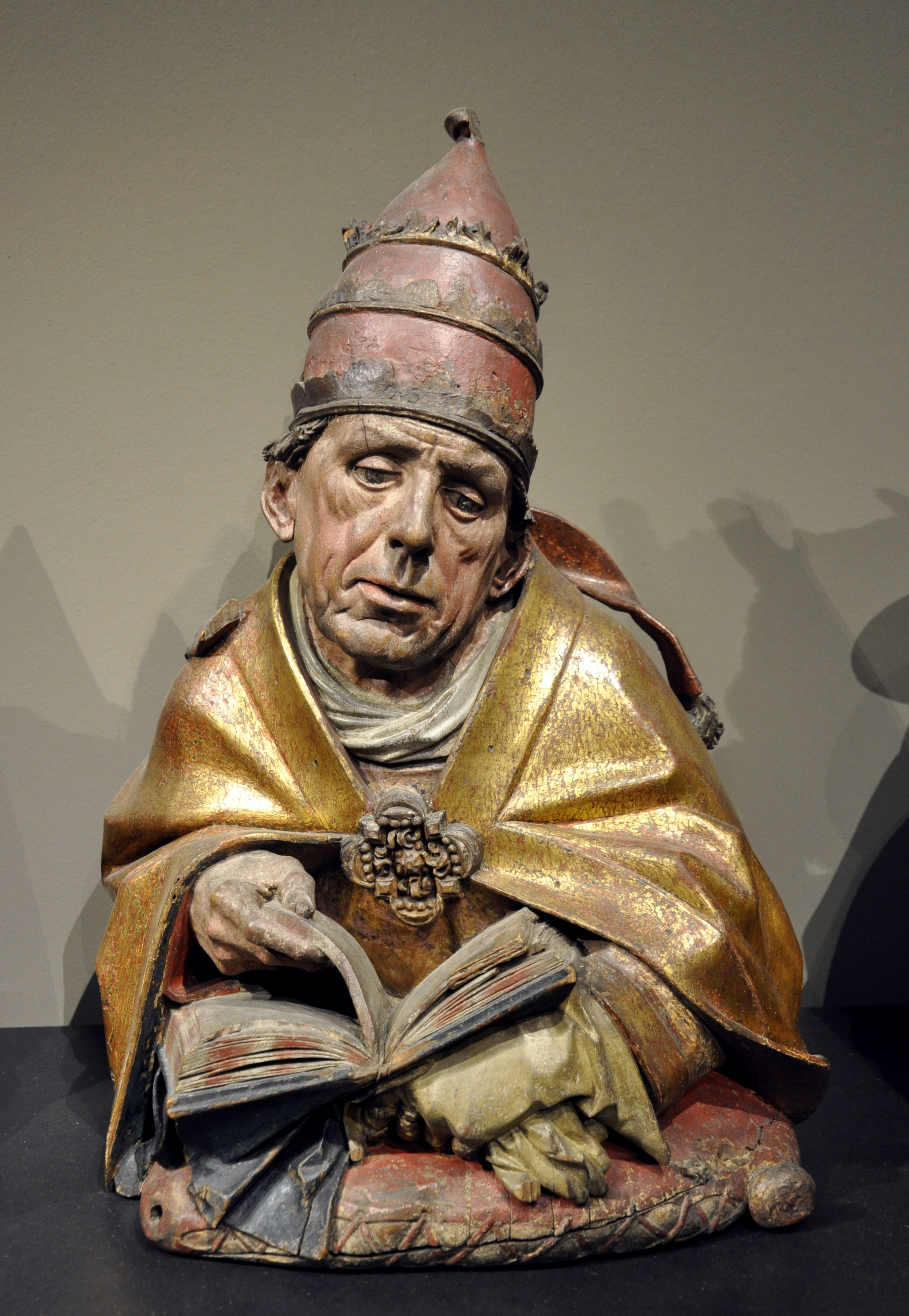
Hans Bilger: Gregor der Große vom Hochaltar der Aschaffenburger Stiftskirche, 1496 (Frankfurt am Main, Liebieghaus)

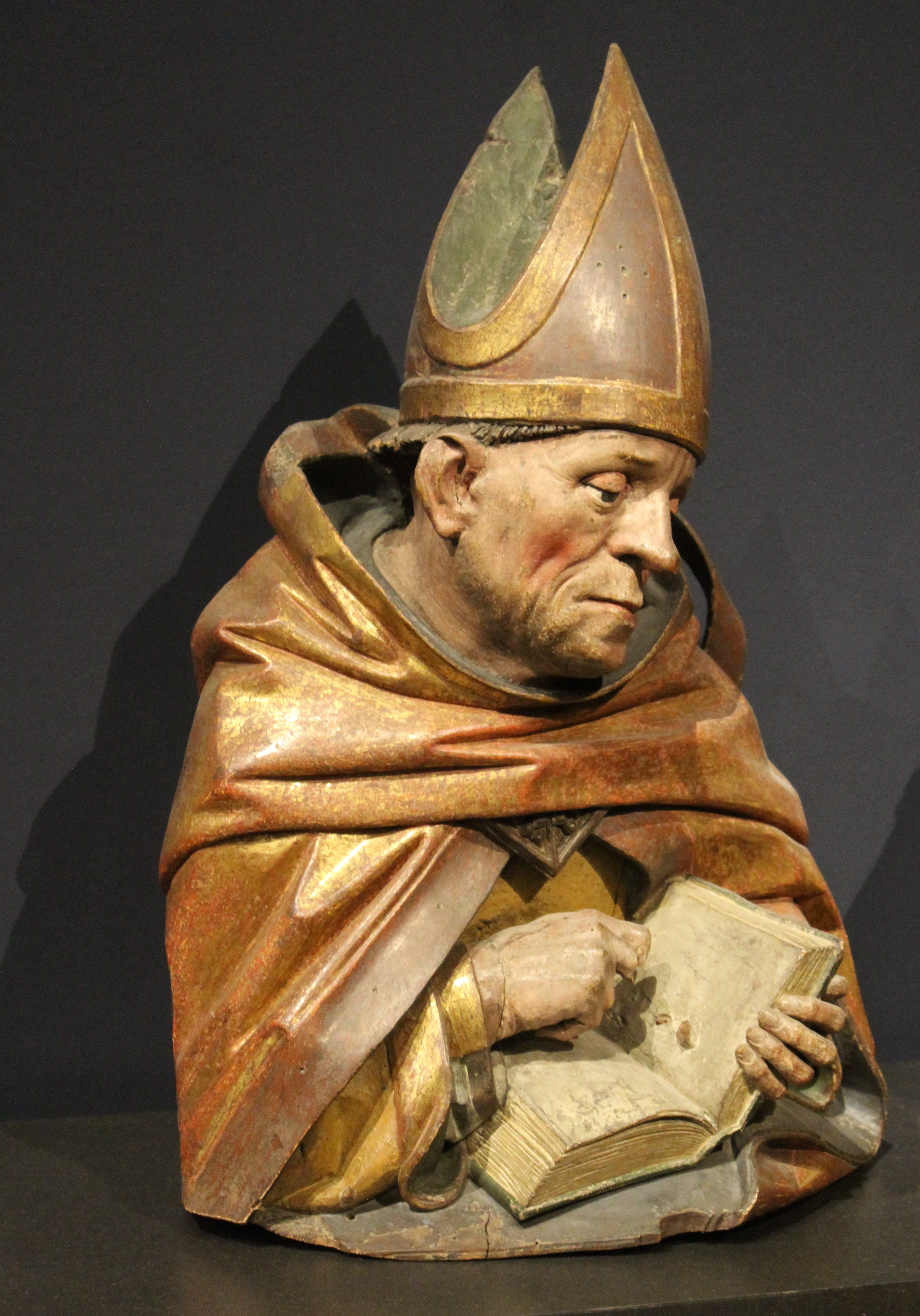
Hans Bilger: Kirchenvater vom Hochaltar der Aschaffenburger Stiftskirche, 1496 (Frankfurt am Main, Liebieghaus)

Hans Bilger, auch als Hans von Worms bekannt (* um 1445 in Worms; † vor 1523 ebenda), war ein deutscher Steinbildhauer und Holzschnitzer mit einer überörtlich tätigen Werkstatt in Worms. Von seinem Werk sind nur Fragmente erhalten.

## Leben
Hans Bilger entstammte einer angesehenen Wormser Kaufmanns- und Handwerkerfamilie. Auf seiner Gesellenwanderschaft muss er in direkten Kontakt mit der renommierten Straßburger Werkstatt des Niclas Gerhaert van Leyden gekommen sein. In der zweiten Hälfte der 1460er Jahre gründete Bilger seine eigene Familie und eine produktive Werkstatt in Worms, die sowohl Stein- als auch Holzarbeiten lieferte. Zu seinen wichtigsten Aufträgen gehörten Retabel. Es wird vermutet, dass zu seinen bedeutenderen Schülern der Bildschnitzer Hans Seyfer gehörte, mit dem er wahrscheinlich ab 1484 am Wormser Domkreuzgang zusammenarbeitete. Seit Mitte der 1480er Jahre war Bilger Mitglied des Wormser Stadtrates und 1487 zweiter Bürgermeister. Am 2. August 1523 werden Bilger und seine Frau Elisabeth als verstorben erwähnt.

## Erhaltene Werke
- Fragmente des Magdalenenaltares aus der Weißfrauenkirche, 1476 (Frankfurt am Main, Historisches  Museum)
- Taufstein aus der ehemaligen Johanneskirche in Worms (?), ca. 1480–85 (heute: Worms, Dom)
- Hl. Antonius Abbas, 1485 (Höchst, St. Justinus)
- Lorcher Hochaltarretabel, datiert 1483 (Lorch, St. Martin)[2]
- Verkündigungsrelief aus dem ehemaligen Domkreuzgang, 1487 (Worms, Dom)
- Büsten der vier lateinischen Kirchenväter Ambrosius, Hieronymus, Augustinus und Gregor der Große vom zerstörten Hochaltar der Aschaffenburger Stiftskirche, 1496 (heute: Frankfurt am Main, Liebieghaus)
- Statuetten aus einer Folge der Vierzehn Nothelfer vom ehemaligen Hochaltar (?), 1496 (Aschaffenburg, Stiftskirche St. Peter und Alexander)[3]